# Institut Pierre Werner
L'Institut Pierre Werner (IPW) és un centre cultural europeu. Promou l'intercanvi cultural i intel·lectual entre els seus països fundadors, França, Alemanya i Luxemburg, amb altres països europeus. L'Institut porta el nom de Pierre Werner (1913 - 2002), que va ser primer ministre de Luxemburg, pioner i cofundador d'una unió política i econòmica europea.

## Història
L'Institut Pierre Werner va ser establert el 2003 a Luxemburg, a iniciativa dels governs francès, alemany i luxemburguès. Té la forma jurídica d'una organització sense fins de lucre (ASBL) sota les lleis de Luxemburg. És sota l'autoritat dels seus col·laboradors, el Goethe-Institut de la República Federal d'Alemanya, el Ministeri d'Afers Exteriors de França i el Ministeri de Cultura de Luxemburg. Continua el treball de l'ex Goethe-Institut de Luxemburg i de l'antiga Biblioteca Thomas-Mann, ara amb un nou objectiu.
L'elecció de Luxemburg per establir allà la seu de l'IPW emfasitza el seu caràcter d'institució europea. El Gran Ducat desenvolupa el seu paper com a mitjancer en un intercanvi dinàmic entre les grans potències per al desenvolupament col·lectiu. El seu objectiu és fomentar el desenvolupament de la ciutadania europea en l'esperit de la il·lustració i l'esperit de Colpach, així com les ambicions humanistes i democràtics desenvolupades després de la Segona Guerra Mundial.

## Activitat
L'IPW organitza conferències, debats i seminaris amb relació a Europa en temes culturals, estudis polítics, econòmics i socials. Promou la reunió dels intel·lectuals francesos, alemanys i luxemburguesos, entre ells i amb els seus col·legues europeus i de la resta del món. De gran diversitat intel·lectual, aquests esdeveniments promouen intercanvis de punts de vista i contribueixen a un diàleg multilateral més ampli de cultures.

## Directors
L'IPW està dirigit per un director nomenat pel consell d'administració i dos directors adjunts, nomenats respectivament per França i Alemanya.
- 2003 - 2005 Simone Beck
- 2006 - 2011 Mario Hirsch
- 2011- actualitat Olivier Frank